# بيت شيفع

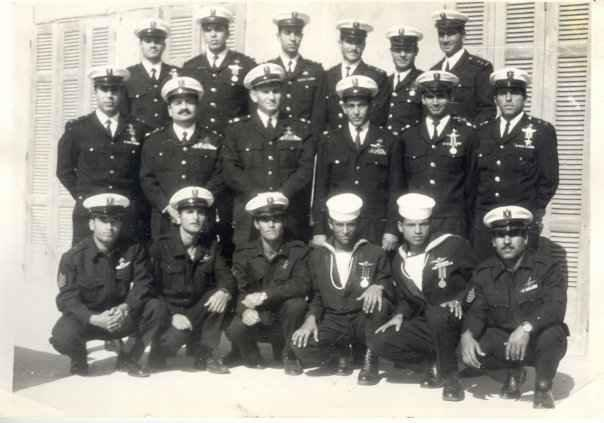
مجموعة الضفادع البشرية بالقوات البحرية المصرية التي قامت بعملية تفجير ميناء ايلات والسفينة بيت شيفع وناقلة الجنود بات يام 1969.

بيت شيفع هي سفينة حربية إسرائيلية اشترتها إسرائيل من أمريكا. دمرتها القوات الخاصة المصرية أثناء حرب الاستنزاف في عملية الأول من نوعها للقوات البحرية المصرية حيث قامت بها ضفادعها البشرية أثناء الغارات المصرية على ميناء إيلات الإسرائيلي عام 1970 وذلك بتلغيم سفنا عسكرية واحدة مجهزة بأربعة مدرعات والثانية لنقل الجنود. وتمت التفجيرات المتلاحقة قرابة الواحدة صباحا. حيث انفجرت الألغام في ”بيت شيفع“ وأُعطبت  وتلاها رصيف الميناء ثم السفينة ”بات يم“ فأُغرقت.